# Zone spéciale Oromia-Finfinnee
La zone spéciale Oromia-Finfinnee est la zone de la région Oromia en Éthiopie qui entoure la capitale Addis-Abeba ou, en oromo, Finfinnee.